# Diana (Paul Anka)
"Diana" is een nummer van de Canadese singer-songwriter Paul Anka. Het verscheen op zijn debuutalbum Paul Anka uit 1958. Op 2 juli 1957 werd het uitgebracht als de enige single van dit album.

## Achtergrond
"Diana" is geschreven door Paul Anka. Hij nam het op 20 mei 1957 voor het eerst op in de studio van muziekproducent Don Costa in New York. Anka vertelde in zijn autobiografie dat het nummer was geïnspireerd op Diana Ayoub, een meisje dat hij in zijn kerk had ontmoet en waar hij verliefd op was. De instrumenten op de opname werden ingespeeld door George Barnes en Bucky Pizzarelli (gitaar), Irving Wexler (piano), Jerry Bruno (basgitaar) en Panama Francis (drums). In het achtergrondkoor was onder meer Artie Ripp te horen.
"Diana" werd een nummer 1-hit in de Amerikaanse r&b-lijsten en kwam in de Billboard Hot 100 tot de tweede plaats. De single werd in de Verenigde Staten meer dan negen miljoen keer verkocht en zorgde voor de doorbraak van Anka. Ook werd het een nummer 1-hit in het Verenigd Koninkrijk, Australië, Canada en in voorlopers van de Nederlandse Single Top 100 en de Waalse Ultratop 50. In een voorloper van de Vlaamse Ultratop 50 werd de tweede plaats bereikt. In 1963 nam Anka het nummer opnieuw op voor zijn album Paul Anka's 21 Golden Hits, en in 1996 nam hij een Spaanstalige versie op voor zijn album Amigos als duet met Ricky Martin.

## Hitnoteringen

### Nederland
| Hitnotering: november 1957 t/m april 1958 | Hitnotering: november 1957 t/m april 1958 | Hitnotering: november 1957 t/m april 1958 | Hitnotering: november 1957 t/m april 1958 | Hitnotering: november 1957 t/m april 1958 | Hitnotering: november 1957 t/m april 1958 | Hitnotering: november 1957 t/m april 1958 | Hitnotering: november 1957 t/m april 1958 |
| Maand                                     | 1                                         | 2                                         | 3                                         | 4                                         | 5                                         | 6                                         |                                           |
| ----------------------------------------- | ----------------------------------------- | ----------------------------------------- | ----------------------------------------- | ----------------------------------------- | ----------------------------------------- | ----------------------------------------- | ----------------------------------------- |
| Nummer                                    | 2                                         | 2                                         | 2                                         | 1                                         | 4                                         | 9                                         | uit                                       |

### NPO Radio 2 Top 2000
| Nummer met noteringen in de NPO Radio 2 Top 2000 | '99  | '00  | '01  | '02  | '03  | '04  | '05  | '06  | '07  | '08  | '09 | '10  |
| ------------------------------------------------ | ---- | ---- | ---- | ---- | ---- | ---- | ---- | ---- | ---- | ---- | --- | ---- |
| Diana                                            | 1010 | 1063 | 1708 | 1482 | 1299 | 1650 | 1602 | 1468 | 1803 | 1559 | -   | 1930 |

1. ↑  Een '-' betekent dat het nummer niet was genoteerd en een vetgedrukt getal geeft de hoogste notering aan.
2. ↑  Deze tabel is bijgewerkt tot en met de laatste editie (2024).